# Coleophora fletcherella
Coleophora fletcherella é uma espécie de mariposa do gênero Coleophora pertencente à família Coleophoridae.